# Théorie économique
 (août 2013).
Si vous disposez d'ouvrages ou d'articles de référence ou si vous connaissez des sites web de qualité traitant du thème abordé ici, merci de compléter l'article en donnant les références utiles à sa vérifiabilité et en les liant à la section « Notes et références ».

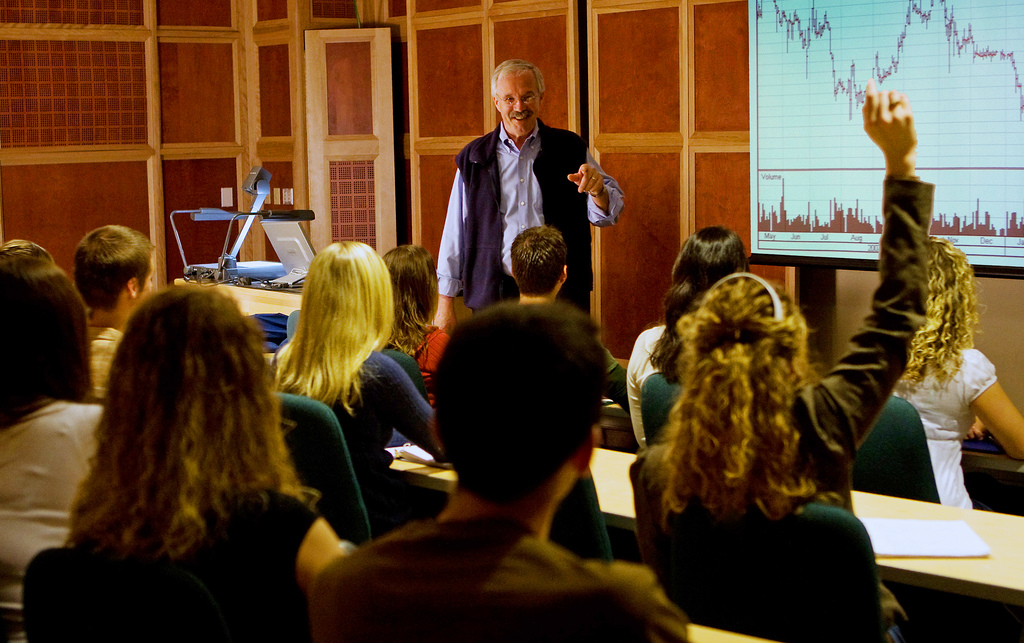
Image représentant un cours d'économie universitaire.

Une théorie économique est un ensemble d'idées ou de concepts qui donnent sens à des mécanismes économiques. Les théories économiques forment ensuite une école de pensée économique.

## Concept

### Théorie économique générale
L'économiste français Raymond Barre définissait la théorie économique comme la seconde étape de la mise en œuvre de cette discipline. Après l'observation économique, qui se propose de « décrire les faits et les méthodes », les économistes doivent « organiser les faits de manière à faire paraître les uniformités et les régularités qui caractérisent les comportements humains ». Dès lors, « Il appartient à la théorie ou à l'analyse économiques d'élaborer des concepts, de rechercher les déterminants, les effets des phénomènes, de mettre à jour les relations générales et stables qui s'établissent entre eux, d'abstraire de la réalité une explication simplifiée du fonctionnement de l'économie ».
La théorie économique n'est donc pas une doctrine économique. Selon John Maynard Keynes, une théorie économique, en effet, « ne fournit aucun ensemble constitué des conclusions immédiatement utilisables pour définir les politiques ». Une théorie économique est plutôt « une série d’outils intellectuels qui aident leurs détenteurs à tirer des conclusions correctes ».

### Domaines d'application
La science économique est souvent représentée selon la summa divisio entre la microéconomie et la macroéconomie. La première se concentre sur les agents économiques et les mécanismes de formation des prix, là où la macroéconomie se focalise sur l'ensemble du système économique, en tentant de trouver des réponses à des phénomènes plus globaux à partir de données agrégées.
Une théorie économique peut porter sur de très nombreux champs. Par exemple, il existe l'économie du travail, l'économie d'entreprise, l'économie sociale, l'économie publique, l'économie internationale, l'économie environnementale, l'économie de la drogue, etc. Il est également possible de bâtir des théories en matière d'intelligence économique.

## Diversité des théories économiques

### Cumulativité
Le statut de l'économie en tant que discipline académique scientifique fait toujours l'objet de débats. Thomas Samuel Kuhn soutient qu'une science ne peut permettre une coexistence de théories aux conclusions contraires, là où Pierre Duhem relève que la science a toujours progressé par accumulation de théories jusqu'à ce que l'une, un jour, réussisse à supplanter les autres.
Ainsi, les théories économiques ont été très nombreuses dans le temps, et restent diverses aujourd'hui. Le mode épistémologique de sélection des théories les meilleures en économie est telle qu'elles se cumulent entre elles, et, avec le temps, celles qui sont le moins explicatives sont délaissées.
L'idée selon laquelle les théories économiques sont souvent opposées entre elles relève plus du champ normatif que du champ positif des théories économiques. En effet, le volet normatif des théories économiques amène à des propositions, et ce sont ces propositions qui font débat (et engendrent de fréquentes oppositions). Le champ positif de la théorie économique est lui soumis aux débats scientifiques, courants en sciences.

### Révolution de crédibilité
La science économique a connu, à partir des années 1990, une révolution épistémologique et méthodologique souvent appelée « révolution de crédibilité ». Ce tournant est caractérisé par une augmentation du nombre d'articles liés à l'économie expérimentale et à l'utilisation de données et de tests statistiques sur celles-ci. Le développement d'articles empiriques a progressivement chassé les articles purement théoriques, qui sont passés d'environ 51% des articles académiques en 1963, à 20% en 2011.

### Normativité
La plupart des courants de pensée estiment que l'économie est directement liée à la question politique, par le biais du normatif. De nombreux débats politiques, comme la controverse récurrente sur le poids que doivent ou non prendre les pouvoirs publics dans l'économie, et sur l'efficacité respective des marchés et de l'appareil d'État en ce domaine (notions d'économie politique, etc.), sont fournis en arguments par la théorie économique. La théorie des choix publics est ainsi présentée par E. Universalis comme « la tentative la plus aboutie d'unifier théorie politique et théorie économique ».
En soi, la théorie elle-même ne développe pas d'avis ou d'opinion. Toutefois, le fait que les économistes, en tant qu'êtres humains, en ont, peut faire tendre à un amalgame entre les recommandations de l'économie normative et les prises de positions politiques de certains économistes (comme Joseph Stiglitz ou Friedrich von Hayek). Finalement, l'économie normative ne fait que proposer pour le champ politique, mais ne dit pas quelles propositions doivent être préférées à d'autres. L'arbitrage est politique, non économique.[réf. nécessaire]

## Typologie

### Théories de la croissance économique
Les théories de la croissance économique sont les théories qui visent à expliquer l'origine, les causes et les fondements de la croissance économique dans un pays ou dans un ensemble de pays. Ces théories ont émaillé l'histoire de la pensée économique, notamment au XXe siècle. On distingue généralement les théories de la croissance exogène et les théories de la croissance endogène.

### Théories de l'équilibre
Les théories de l'équilibre économique sont les théories qui visent à déterminer les conditions de possibilité de l'équilibre économique. La théorie de l'équilibre général s'oppose à la théorie de l'équilibre partiel, qui ne conçoit pas un équilibre sur les marchés à la fois. La théorie du déséquilibre soutient elle l'inexistence d'un équilibre général.

### Théories du commerce international
Les théories du commerce international renvoient à toutes les théories qui cherchent à expliquer les déterminants des échanges commerciaux internationaux, ainsi que les avantages et les inconvénients de ces échanges, et les effets de ces échanges sur le revenu national, sur le niveau de vie, l'emploi, l'innovation, etc.

### Théories des crises de change
Les théories des crises de change sont des modèles qui visent à représenter schématiquement les causes et les conséquences du déclenchement d'une crise de change. Plusieurs générations de modèles se sont succédé, chacune mettant l'accent sur un élément explicatif différent. Là où la première génération met en évidence la manière dont une contradiction entre un régime de change fixe et une politique budgétaire expansive ou l'inflation mène à une crise de change, la deuxième génération de modèles fait résider la crise dans les signaux que les autorités envoient aux agents économiques par le biais de leurs décisions. La troisième génération, enfin, a cherché à mettre en lumière l'effet du système bancaire sur une crise de change.

## Lois de l'économie
La théorie économique cherche à trouver un ordre au sein du réel, c'est-à-dire à trouver des mécanismes et des uniformités de caractère général. Ces mécanismes doivent permettre d'identifier des relations de succession et des similitudes entre des phénomènes, que certains présentent comme ayant valeur de loi économique. Ce concept de loi économique est consacré, au XVIIIe siècle, par les physiocrates. Il est repris par les classiques, et Jean-Baptiste Say peut affirmer, dans son Cours d'économie politique, que « c'est la connaissance de ces lois naturelles et constantes, sans lesquelles les sociétés humaines ne sauraient subsister, qui constitue cette nouvelle science que l'on a désignée sous le nom d'économie politique ».
La notion de loi de l'économie est toutefois débattue. Les économistes de l'école historique allemande, à partir des années 1870, soutiennent que dans le cas où des lois économiques existeraient, elles ne sauraient être considérées que provisoires et contingentes à l'intérieur d'une limite temporelle. Le néoclassique Alfred Marshall ne voit dans l'économie politique que « des lois assez floues qui sont sans rapport avec les lois de la gravitation ou les lois de la conservation de l'énergie en physique ».

## Exemples de théories économiques
- La firme (l'entreprise) a intérêt à produire jusqu'à ce que le coût de la dernière unité produite (dit coût marginal) sera égal à son prix de vente (dit recette marginale)[12].
- Le consommateur augmente (baisse) ses achats quand le prix des produits achetés est bas (élevé)[12].